# Erigorgus spinosus
Erigorgus spinosus är en stekelart som beskrevs av Dasch 1984. Erigorgus spinosus ingår i släktet Erigorgus och familjen brokparasitsteklar. Inga underarter finns listade i Catalogue of Life.